# نيوكوريون (أيتوليا كي أكارنانيا)
نيوكوريون (Νεοχώριον) هي مدينة في أيتوليا كي أكارنانيا في مقاطعة كينتريكي إلادا في اليونان.